# Geča
Geča es un municipio del distrito de Košice-okolie en la región de Košice, Eslovaquia, con una población estimada a final del año 2024 de 1898 habitantes.
Se encuentra ubicado en el centro de la región, en la cuenca hidrográfica del río Sajó (afluente derecho del Tisza) y cerca de la frontera con la región de Prešov y con Hungría.

## Demografía
| Año        | 1994 | 2004     | 2014     | 2024     |
| ---------- | ---- | -------- | -------- | -------- |
| Población  | 1295 | 1496     | 1660     | 1898     |
| Diferencia |      | +15,52 % | +10,96 % | +14,33 % |

| Año        | 2023 | 2024    |
| ---------- | ---- | ------- |
| Población  | 1904 | 1898    |
| Diferencia |      | −0,31 % |